# Fanna
Fanna (friülà Fane ) és un municipi italià, dins de la província de Pordenone. L'any 2007 tenia 1.586 habitants. Limita amb els municipis d'Arba, Cavasso Nuovo, Frisanco i Maniago.

## Administració
| Període | Identitat             | Partit        |
| ------- | --------------------- | ------------- |
| 2004-   | Maria Grazia Girolami | La Margherita |

## Personatges il·lustres
- Vittorio Cadel, poeta friülès.